# 아트 베어스
아트 베어스는 헨리 카우가 해체하고 그 멤버들이 모여서 만든 3인조 그룹이다. 멤버는 크리스 커틀러, 프레드 프리스, 다그마 크라우제.

## 개요
헨리 카우의 마지막 앨범에 대해 멤버들간 견해차가 생기면서 아트 베어스가 만들어졌다. 프레드 프리스와 크리스 커틀러는 노래 지향의 음악을 만들고 싶어했으나 다른 멤버들은 연주 지향이었던 것이다. 그래서 만들어진 곡들 중 노래 지향의 곡은 아트 베어스의 첫 앨범 Hopes and Fears(1978)이 되었고 연주 지향의 곡은 헨리 카우의 마지막 앨범 Western Culture(1979)가 되었다.
아트 베어스 만의 진정한 데뷔작은 2집인 Winter Songs(1979)였다. 주로 프레드 프리스가 작곡하고 크리스 커틀러가 아미앵 대성당 조각들에서 영감을 얻어 가사를 썼다. 78년 12월 아트 베어스는 RIO에 가입했고 79년 봄에 유럽 공연을 가졌다. 이 공연에는 피터 블렉바드(슬랩 해피)와 마크 홀란더(악삭 마불)가 게스트로 참여했다. 5월에는 RIO페스티벌에 참여한다.
80년에 밴드는 스튜디오로 돌아와서 마지막 앨범인 The World as It Is Today를 녹음한다. 1983년에는 잠시 모여서 베를린 재즈 페스티발에 Duck and Cover라는 이름으로 참여하기도 했다.
1993년엔 크리스 커틀러의 앨범 Domestic Stories를 위해 셋이 모였다.
아트 베어스 송북이라는 이름으로 퀘벡의 빅토리아빌 음악축제에 참여하기 위해 그들은 08년에 일시적 재결성을 했다. 다그마가 참여할 수 없어서 세명의 여성 보컬이 그녀를 대신했다. 그들의 공연은 호평을 받았다. 아트 베어스 송북은 2010년의 RIO 페스티발에 참여했는데 이때는 은퇴상태였던 다그마가 나와서 노래해주었다.
아트 베어스의 음악은 종종 정치적, 특히 사회주의적인 내용을 담고있고 실험적이며 전위적이다. 그들은 헨리 카우보다 노래 지향적이었으며 공연에 적합한 형식을 만들려고 노력했다. 그들의 음악은 "어두운 컨셉이 둥둥 떠다녔고", "신중하게 쓰여진 부조화, 날 선 포크 사운드, 다이나믹한 구성, 불길하고 두꺼운 저음, 덧붙여진 소음 그리고 다그마의 목소리"로 표현되었다. 다그마의 목소리는 아트 베어스의 음악을 지배했다.

커틀러는 말했다:
나는 단순하거나 명확한 단어를 쓰지 않는데 그것들은 노래하기 어렵기 때문입니다. 다그마는 그런 단어들을 나열하는데도 말이 되게, 어색하지 않게 노래하는 능력이 있습니다. 다그마는 내면으로부터 노래하며 그녀의 억양은 단어들을 제자리에서 꺼내어 역전되어 공명하게 만듭니다. 오직 다그마 만이 할 수 있었던 일이고 지금도 놀랍습니다.
아트 베어스라는 이름은 제인 엘렌 해리슨의 책 Ancient Art and Ritual(1913)에 나온다. "지금처럼 개인주의가 날뛰는 시대에도 예술은 그 집합적이고 사회적 기원의 흔적을 품어낸다." 즉 bear는 명사가 아니라 동사다. 크리스 커틀러는 큰 의미는 없으며 bear에 동물도 하나 있는 중의성이 재미있어서 지었다고 한다.

### 음반 목록
- Hopes and Fears, 1978
- Winter Songs, 1979
- The World as It Is Today, 1981
  - Chris Cutler (with Lutz Glandien) - Domestic Stories, 1993
- The Art Box, 2004 (6xCD box set of all Art Bears releases with live and unreleased tracks, plus remixes by other musicians)
- Art Bears Revisited, 2004 (2xCD of Art Bears tracks remixed by other musicians – discs 4 and 5 of The Art Box)